# Monte Amiata
Monte Amiata je vulkanický horský masiv na jihovýchodě Toskánska, v Itálii. Leží v provinciích Grosseto a Siena. Monte Amiata je součástí Toskánských Antiapenin a je nejvyšším vrcholem Antiapenin.

## Geografie
Monte Amiata leží na regionálních hranicích Toskánska, v blízkosti Lazia a Umbrie. Jihozápadně leží pobřežní oblast Maremma, severozápadně pohoří Colline Metallifere, severně údolí Val d'Orcia, severozápadně Trasimenské jezero a jižně vrchovina Monti Volsini a Bolsenské jezero.

## Geologie
Monte Amiata je trachytový vulkán z období třetihor. Období hlavních erupcí vulkanického masivu se odhaduje na dobu před 300 000 a před 200 000 lety.